# إذن الاستخدام الطارئ
إذن الاستخدام الطارئ أو تصريح الاستخدام في حالات الطوارئ (بالإنجليزية: Emergency Use Authorization)‏ (يُشار إليه اختصارًا: EUA)؛ هو تصريح يُمنح من قبل إدارة الغذاء والدواء الأمريكية بموجب مواد من القانون الفيدرالي للأغذية والأدوية ومستحضرات التجميل وبناءً على مواد معدلة من قوانين الكونغرس، بما في ذلك من قبل «قانون إعادة تفويض التأهب لمواجهة الأوبئة وجميع الأخطار لعام 2013» الذي يسمح باستخدام الأدوية في حالات الطوارئ قبل الموافقة الرسمية الكاملة عليها. لا يعد إذن الاستخدام الطارئ موافقة رسمية بالمعنى القانوني الكامل للمصطلح، غير إن الإذن يسمح لإدارة الغذاء والدواء بتسهيل توافر منتجات غير معتمدة كُليّا أثناء حالات الطوارئ المتعلقة بالصحة العامة.

## وصلات خارجية
- إذن الاستخدام الطارئ - إدارة الغذاء والدواء الأمريكية